# La Concepción (Acapulco)
La Concepción es una localidad del estado mexicano de Guerrero. Es parte del municipio de Acapulco de Juárez.

## Toponimia
El nombre la población hace referencia a la santa patrona de la localidad: Nuestra Señora de la Inmaculada Concepción.

## Demografía
| Gráfica de evolución demográfica |
|                                  |

| Censo | Población |
| ----- | --------- |
| 1940  | 388       |
| 1950  | 270       |
| 1960  | 306       |
| 1970  | 613       |
| 1980  | 651       |
| 1990  | 1 074     |
| 2000  | 1 249     |
| 2010  | 1 468     |
| 2020  | 1 770     |